# Gibson Brothers
Die Gibson Brothers sind ein ehemaliges Brüdertrio aus Martinique, das um 1980 einige weltweite Disco-Hits hatte. Unter gleichem Namen existiert auch eine Country-Band.

## Bandgeschichte
Von ihrer Heimat Martinique aus zogen die Brüder Francfort nach Paris, wo sie 1975 als Martinique-Express spielten. David Vangarde, der auch die Disco-Band Ottawan betreute, nahm sich ihrer als Manager an. Mit Disco-Salsa hatten sie dann als Gibson Brothers ihre Erfolge. 1976 erschien ihre Debütsingle Come to America, die sie bereits über die französischen Landesgrenzen hinaus bekannt machte.
Ihren ersten großen internationalen Erfolg hatten die Brüder im Jahr darauf mit Non-Stop Dance. In den Nachbarländern Belgien und Niederlande war das Lied gleich ein Nummer-1-Hit und insgesamt verkaufte es sich über eine Million Mal.
Daraufhin gingen die Gibson Brothers weltweit auf Tournee. 1979 folgte die Single Cuba. Der spanischsprachige Hit war ihr internationaler Durchbruch und brachte es in Europa und den USA in die Charts. Vier Millionen Mal verkaufte sich die Single.
Nach Ooh What a Life, das vor allem in Großbritannien erfolgreich war, folgte Anfang 1980 ihr größter Hit. Mit Que sera mi vida (If You Should Go) kamen sie weltweit in die Top 10 und hatten nach Cuba auch ihren zweiten Top-10-Clubhit in den USA. Über 5 Millionen Mal verkaufte sich der Titel. Die Nachfolgesingle Mariana konnte noch daran anknüpfen, auch wenn sie weniger erfolgreich war, danach ließ der Erfolg aber deutlich nach. In den 1980er Jahren bis hinein in die 1990er Jahre hatten sie zwar in einzelnen Ländern noch den ein oder anderen Erfolg, aber ein großer Hit war nicht mehr dabei.
2011 veröffentlichte das Duo einen Remix ihrer Erfolgs-Single Cuba in Zusammenarbeit mit den beiden Discjockeys DJ Rebel und Robert Abigail. Das Lied erschien über das deutsche Plattenlabel Kontor Records und erreichte Platz 55 der deutschen Single-Charts. In Belgien rückte der Remix bis in die Top Ten. Auch im dazugehörigen Musikvideo, das bereits eine Million Mal angeklickt wurde, wirkte Christian Gibson mit.

## Bandmitglieder
- Christian Francfort (* 20. Juni 1954), Sänger, Percussionist
- Alexandre Francfort, Keyboarder
- Patrick Francfort (23. Februar 1957 – 4. April 2020[3]), Schlagzeuger

## Diskografie

### Alben
- 1980: On the Rivera
- 1984: Emily
- 1997: Move on Up

### Singles
- 1976: Come to America
- 1977: Non-Stop Dance
- 1979: Cuba
- 1979: Ooh What a Life
- 1979: Better do it Salsa
- 1980: Que sera mi vida (If You Should Go) (NL: Gold)
- 1980: Mariana
- 1980: Latin America
- 1980: Dancin' the Mambo
- 1981: Sheela
- 1981: Quartier Latin
- 1983: Train to Bombay
- 1983: My Heart Is Beating – Wild (Tic Tac Tic Tac)
- 1984: Emily
- 1985: T’as le look coco
- 1988: Cuba ’88
- 1990: Let’s All Dance (mit David Christie)
- 1996: Fire
- 2011: Cuba 2011 (mit DJ Rebel & Robert Abigail)